# American Airlines Center
American Airlines Center is een indoor-sportstadion gelegen in Dallas. Vaste bespelers zijn de Dallas Mavericks en de Dallas Stars. De arena wordt ook veel gebruikt voor concerten en andere live shows. Met een capaciteit van 21.000 personen, is het de grootste indoor arena van de staat Texas. 

## Afbeeldingen

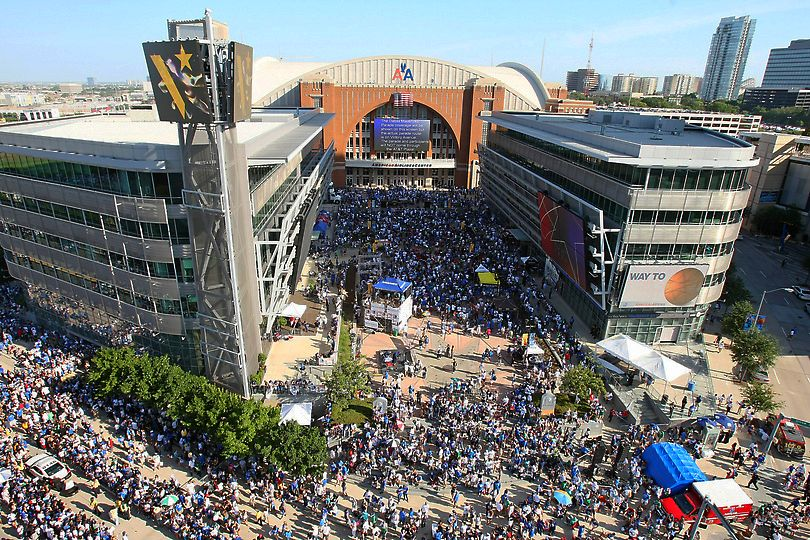
American Airlines Center-Mavericks Victory Party for NBA Championship 2011.
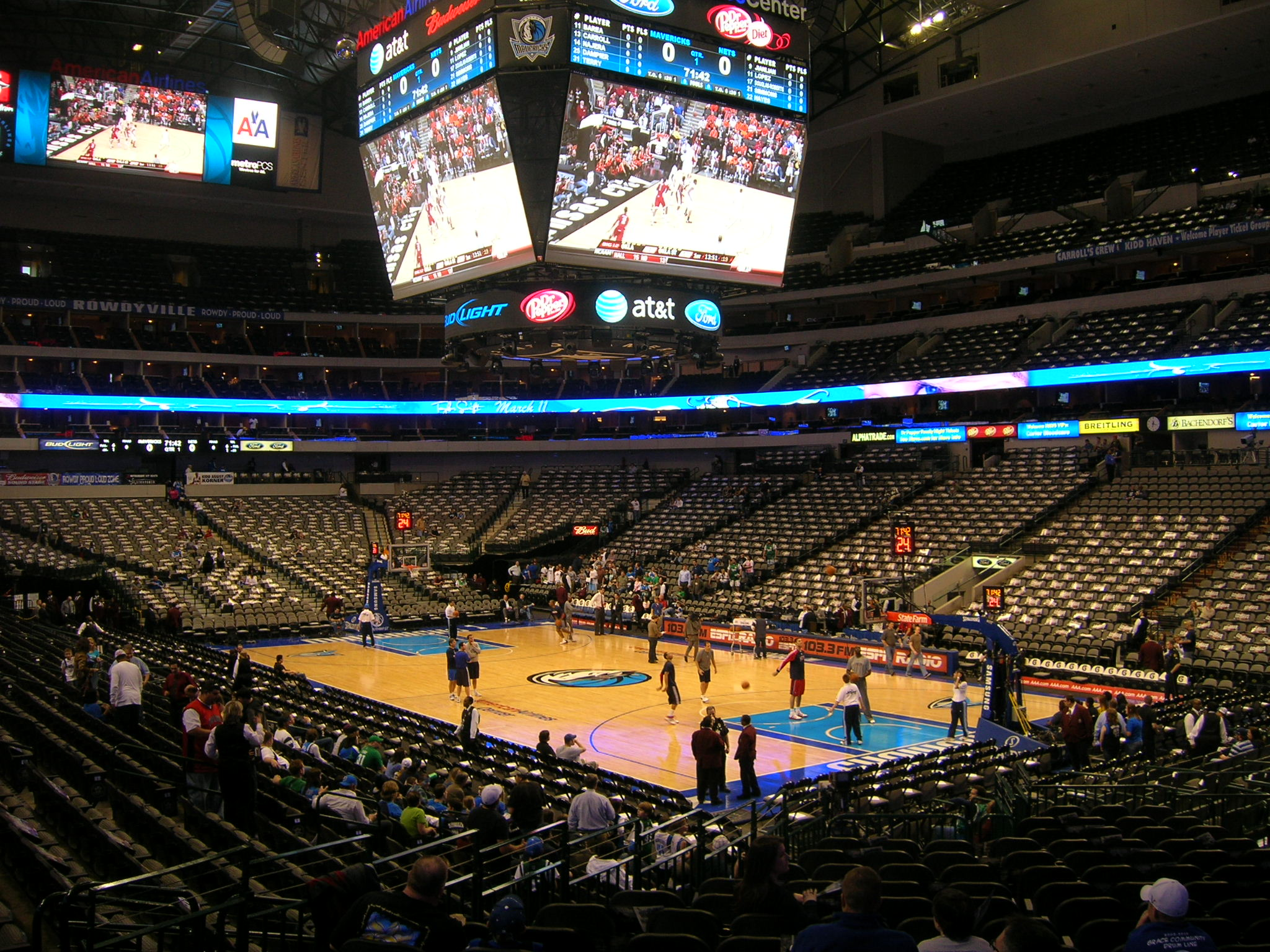
Inside American Airlines Center prior to a Mavericks game.
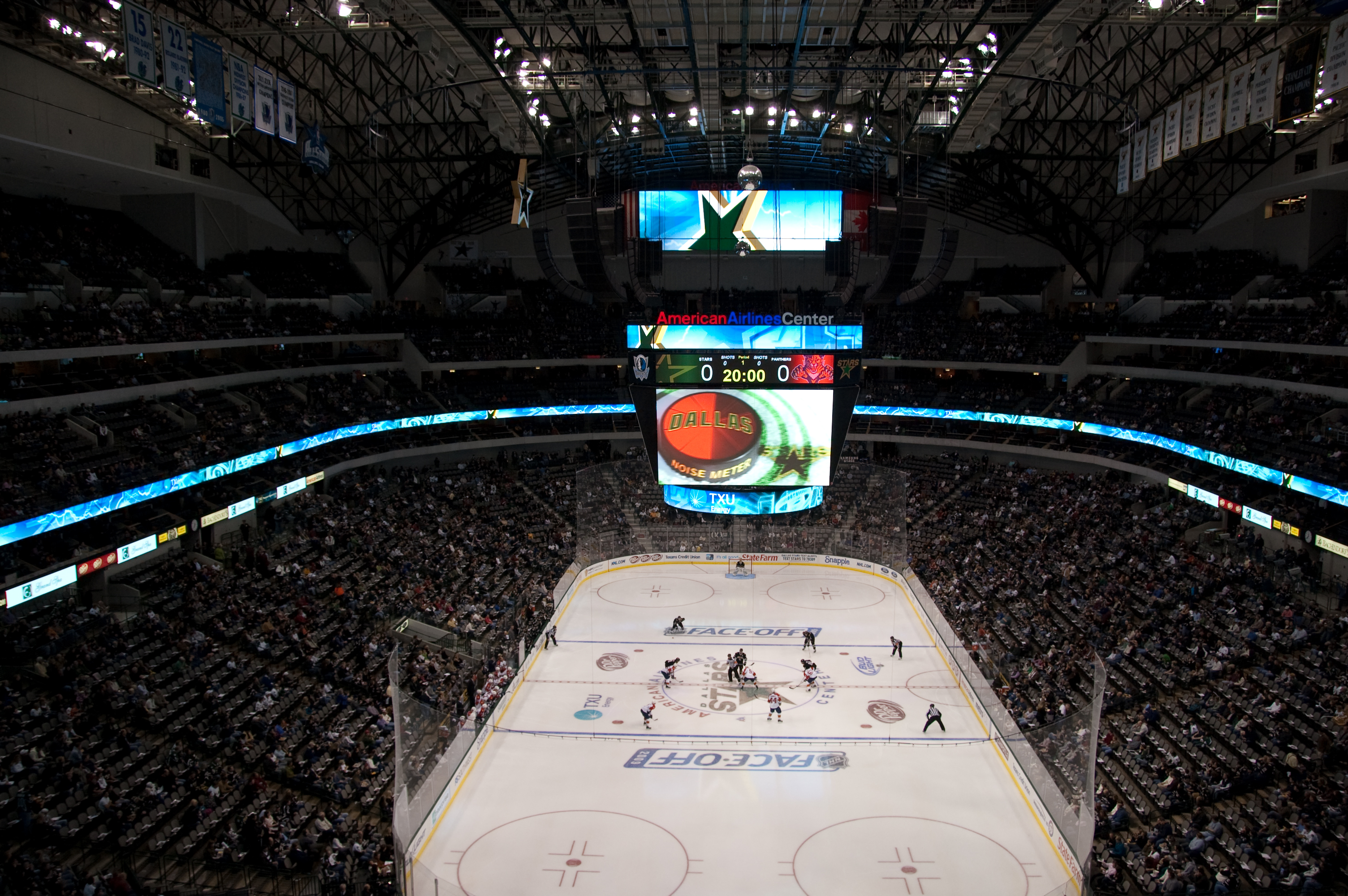
Inside American Airlines Center during a Stars game.